# Mamadou
|  | Denne artikel er oprettet af botten PalnaBot ud fra en ekstern database. Den kan derfor have sproglige fejl eller mangler. Denne skabelon kan fjernes efter kontrol af indholdet. |

Mamadou er en film instrueret af Kristian Djurhuus, Christian Bønløkke Vium Andersen.

## Handling
Mamadou har haft et hårdt og ensomt liv på gaden i storbyen, og han savner sin moder meget. Derfor beslutter han at foretage en lang og besværlig rejse hjem til sin moders landsby. Under rejsen ser vi i glimt billeder fra hans hårde liv på gaden. I stor spænding ser han frem til sit gensyn med moderen: hvordan spænder det af?